# 33-тя армія (СРСР)
Три́дцять тре́тя а́рмія (33 А) — загальновійськова армія у складі Збройних сил СРСР під час німецько-радянської війни з 16 липня 1941 по серпень 1945.

## Командування
- Командувачі:
  - комбриг Онупрієнко Д. П. (липень — жовтень 1941);
  - генерал-лейтенант Єфремов М. Г. (жовтень 1941 — травень 1942);
  - генерал армії Мерецков К. П. (травень — червень 1942);
  - генерал-лейтенант Хозін М. С. (червень — жовтень 1942);
  - генерал-лейтенант, з вересня 1943 генерал-полковник Гордов В. М. (жовтень 1942 — березень 1944);
  - генерал-полковник Петров І. Ю. (березень — квітень 1944);
  - генерал-лейтенант Крючонкін В. Д. (квітень — липень 1944);
  - генерал-лейтенант Морозов С. І. (липень — вересень 1944);
  - генерал-полковник Цвєтаєв В. Д. (вересень 1944 — до кінця війни).